# Urucaguina

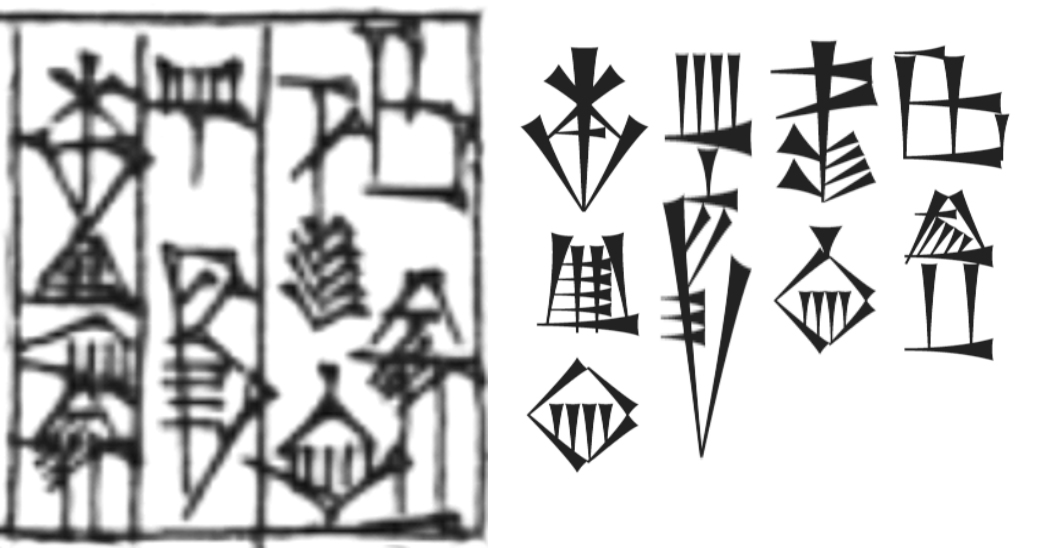
Título "Uracaguina, rei de Guirsu" (𒌷𒅗𒄀𒈾 𒈗 𒄈𒋢𒆠), Urukagina lugal Girsu-ki), na "Lamentação pela destruição de Uma".

Urucaguina, Uruinimguina ou Iricaguina (em sumério: 𒌷𒅗𒄀𒈾; romaniz.: URU-KA-gi.na; c. século XXIV a.C.) foi rei das cidades-estado de Lagas e Guirsu na Mesopotâmia, e o último governante da primeira dinastia de Lagas. Ele assumiu o título de rei (lugal), alegando ter sido divinamente nomeado, após a queda de seu predecessor corrupto, Lugalanda.
Ele é mais conhecido pelas reformas que promoveu para combater a corrupção, e que incluíram a criação de um dos primeiros códigos legais da história documentada. Embora o texto real não tenha sido descoberto, muito de seu conteúdo pode ser presumido de referências a ele. Nele, Urucaguina isentou viúvas e órfãos de impostos; compeliu a cidade a pagar as despesas de funeral (incluindo a comida e bebida de libações para a viagem dos mortos para o mundo inferior); e decretou que os ricos deviam usar prata ao comprar dos pobres, e que, se os pobres não quisessem vender, o homem poderoso (o rico ou o sacerdote) não poderia forçá-lo a fazê-lo.
Ele também participou de diversos conflitos, notadamente um conflito de fronteira com Uruque. No sétimo ano de seu reinado, Uruque caiu sob a liderança de Lugalzaguesi, patesi de Uma, que finalmente anexou a maior parte do território de Lagas e estabeleceu o primeiro reino, documentado de forma confiável, a abranger toda a Suméria. A destruição de Lagas foi descrita em um lamento (possivelmente o exemplo mais antigo registrado do que se tornaria um prolífico gênero literário sumério). O próprio Lugalzaguesi, responsável pela destruição, foi logo derrotado e seu reino foi anexado por Sargão da Acádia.